# Bedlam Cove
Die Bedlam Cove (von englisch bedlam ‚Chaos, Verwirrung, Tumult‘) ist eine kleine Bucht an der Südküste von Signy Island im Archipel der Südlichen Orkneyinseln. Sie liegt zwischen dem Moyes Point und dem Pandemonium Point.
Das UK Antarctic Place-Names Committee benannte sie 2004 nach dem Eindruck, der sich hier durch die Geräuschkulisse einer Pinguinkolonie bietet.